# Pakualaman
Pakualaman ist ein Distrikt (Kecamatan) innerhalb der Stadt (Kota) Yogyakarta, die Hauptstadt der gleichnamigen Sonderregion im Süden der Insel Java ist. Der Kecamatan liegt im Zentrum der Stadt und wird von fünf internen Kecamatan begrenzt. Ende 2021 zählte der Distrikt 10.657 Einwohner auf 0,63 km² Fläche.

## Verwaltungsgliederung
Der Kecamatan (auch Kemantren genannt) gliedert sich in fünf städtische Kelurahan:
| PUM-Code 1    | Kelurahan       | Fläche (km²) | Bevölkerung zur Volkszählung 2 | Bevölkerung zur Volkszählung 2 | Bevölkerung zur Volkszählung 2 | Bevölkerung zur Volkszählung 2 | Bevölkerung zur Volkszählung 2 | Bevölkerung zur Volkszählung 2 | RW/ RT 4 |
| PUM-Code 1    | Kelurahan       | Fläche (km²) | 002000                         | 002010                         | Männer                         | Frauen                         | 2020                           | Dichte 3                       | RW/ RT 4 |
| ------------- | --------------- | ------------ | ------------------------------ | ------------------------------ | ------------------------------ | ------------------------------ | ------------------------------ | ------------------------------ | -------- |
| 34.71.11.1001 | Purwokinanti    | 0,33         | 5.826                          | 5.186                          | 2.521                          | 2.708                          | 5.229                          | 15.845,5                       | 10/47    |
| 34.71.11.1002 | Gunungketur     | 0,30         | 4.767                          | 4.130                          | 1.843                          | 2.076                          | 3.919                          | 13.063,3                       | 9/36     |
| 34.71.11      | Kec. Pakualaman | 0,63         | 10.593                         | 9.316                          | 4.364                          | 4.784                          | 9.148                          | 14.520,6                       | 19/83    |

## Demographie
Grobeinteilung der Bevölkerung nach Altersgruppen (zum Zensus 2020)
| Altersgruppen | 00Männer | 00Frauen | zusammen |
| ------------- | -------- | -------- | -------- |
| 0–14          | 879      | 805      | 1.684    |
| 15–64         | 3.138    | 3.355    | 6.493    |
| 65+           | 347      | 624      | 971      |
| gesamt        | 4.364    | 4.784    | 9.148    |
| anteilig (%)  |          |          |          |
| 0–14          | 20,14    | 16,83    | 18,41    |
| 15–64         | 71,91    | 70,13    | 70,98    |
| 65+           | 7,95     | 13,04    | 10,61    |

### Bevölkerungsentwicklung
In den Ergebnissen der sieben Volkszählungen ist seit 1961 eine abnehmende Bevölkerungszahl ersichtlich:
| Einheit/Jahr     | 1961         | 1971         | 1980         | 1990         | 2000         | 2010         | 2020         |
| ---------------- | ------------ | ------------ | ------------ | ------------ | ------------ | ------------ | ------------ |
| Kec. Pakualaman  | 15.806       | 15.126       | 14.309       | 12.181       | 10.593       | 9.316        | 9.148        |
| Anteil in %      | 0,71         | 0,61         | 0,52         | 0,42         | 0,34         | 0,27         | 0,25         |
| Kota Yogyakarta  | 306.296      | 340.491      | 398.089      | 412.059      | 396.711      | 388.627      | 373.589      |
| Sonderregion DIY | 00 2.231.062 | 00 2.487.177 | 00 2.750.025 | 00 2.912.611 | 00 3.120.478 | 00 3.457.491 | 00 3.66.8719 |